# Heinz Scheidhauer
 (juillet 2013).
Heinz Scheidhauer, né le 16 aout 1912 (Cologne?), mort le 18 octobre 2006, est un pilote d'essais et pilote de planeur allemand de la Luftwaffe de la Seconde Guerre mondiale qui se distingua aux commandes des ailes volantes de Reimar et Walter Horten.

## Biographie
En 1935, il est membre d'une commission d'étude internationale[Laquelle ?] pour le vol libre.
Le 6 aout 1938, dans la Hesse, lors d'un vol en Ho III au-dessus du Wasserkuppe, il est entrainé dans une colonne d'air montante qui l'emporta trop haut (+ 25 000 pieds). Après avoir sauté en parachute il sauva sa vie, mais l'absence d'équipements pressurisés lui coûta quatre doigts de sa main droite gelée.
Du 9 au 11 mai 1940, détaché du VIII. Fliegerkorps comme sous-officier pilote du 7e planeur DFS 230, il intègre le groupe aéroporté Granit qui participe à la prise du Fort d'Ében-Émael. Il termine la guerre avec le grade de capitaine.
En mai 1948, avec Reimar Horten, il quitte l'Allemagne pour l'Argentine. Les deux travaillent pour l'Institut Aéronautique de Cordoba.
Le 11 novembre 1953, il obtient le record argentin de vol plané en ligne droite (320 km) à bord du IAe 34 Clen Antù (en) de conception Horten.
Le 30 octobre 1956, il réalise la première traversée des Andes en planeur (Ho XVc Urubu) avec le pilote argentin Claudio Dori sur une autre machine entre Bariloche et Ensenada.
Il retourne en Allemagne dans les années 1980 où il meurt le 18 octobre 2006.

## Sources
- Philippe Faverjon, La Seconde Guerre mondiale au cœur des batailles, Paris, Acropole, 2011, 239 p. (ISBN 978-2-7357-0352-4), p. 30 à 37.
- Revue Aero Journal no 33 « Les ailes volantes des frères Horten.Éditions Caraktères », dépôt légal à parution,  (ISSN 1962-2430) pages 28 à 30, pages 42-43.